# Jadwiga brunszwicka
Jadwiga (ur. 19 lutego 1595 w Wolfenbüttel, zm. 26 czerwca 1650 w Szczecinku) – księżna pomorska, żona Ulryka, księcia pomorskiego na Darłowie i Bukowie i zarazem biskupa kamieńskiego, córka księcia brunszwickiego na Wolfenbüttel Henryka Juliusza z dynastii Welfów i Elżbiety duńskiej.

## Księżna pomorska
Ślub z Ulrykiem, wówczas biskupem kamieńskim, odbył się 7 lutego 1619 w rodzinnym mieście Jadwigi — Wolfenbüttel; trwające trzy lata małżeństwo pozostało bezpotomne. Księżna towarzyszyła mężowi w jego ostatniej podróży ze Szczecina do Przybiernowa (7–11 października 1622) i była obecna przy jego śmierci 31 października 1622. Po tym wydarzeniu Jadwiga osiadła w przyznanym jej jako oprawa wdowia Szczecinku; od 1646 należał do niej także Suchań. Prowadziła działalność na rzecz swoich poddanych, ufundowała w Szczecinku gimnazjum, noszące do końca II wojny światowej jej imię.

## Losy pośmiertne
Księżna zmarła w swojej rezydencji w Szczecinku, w nim też została tymczasowo pochowana w kaplicy kościoła parafialnego. Wykonanie rozkazu elektora brandenburskiego Fryderyka Wilhelma (Wielkiego Elektora), dziedzica książąt pomorskich, dotyczącego odlania sarkofagu i przygotowania grobowca było wciąż odsuwane w czasie przez szczecineckiego starostę Lorenza Christopha von Somnitza. Z powodu jego opieszałości pogrzeb księżnej ostatecznie odbył się 22 września 1654 w darłowskim kościele Najświętszej Marii Panny i wiązał się z koniecznością sprowadzenia jej szczątków ze Szczecinka. W 1888 sarkofag księżnej został poddany renowacji, w wyniku której przyozdobiono go inskrypcją z herbem rodziny jej ojca.

## Ikonografia
Wygląd młodej księżnej znamy z portretu Jadwigi, wykonanego przez nieznanego malarza ok. 1620, eksponowanego w Hampton Court. Portret z ok. 1630 przedstawiający księżnę jako wdowę, znajdujący się niegdyś w gimnazjum szczecineckim, jak i kopia powyższego, znajdująca się tamże do 1945, znane są z reprodukcji.